# Panicum bartlettii
Panicum bartlettii är en gräsart som beskrevs av Jason Richard Swallen. Panicum bartlettii ingår i släktet vipphirser, och familjen gräs. Inga underarter finns listade i Catalogue of Life.